# Kristean Porter
Kristean Porter (ur. 3 września 1971 w Biloxi) – amerykańska narciarka, uprawiająca narciarstwo dowolne. Jej największym sukcesem jest złoty medal w kombinacji wywalczony podczas mistrzostw świata w La Clusaz. Ponadto na mistrzostwach świata w Altenmarkt wywalczyła brązowe medale skokach akrobatycznych i kombinacji, a na mistrzostwach świata w Lake Placid zdobyła brązowy medal w kombinacji. Zajęła także 20 miejsca w skokach akrobatycznych na igrzyskach olimpijskich w Lillehammer.
Najlepsze wyniki w Pucharze Świata osiągnęła w sezonie 1994/1995, kiedy to triumfowała w klasyfikacji generalnej, a klasyfikacji kombinacji była druga. Ponadto w sezonie 1987/1988 była trzecia w klasyfikacji generalnej i klasyfikacji kombinacji, a w sezonie 1986/1987 była odpowiednio trzecia i druga.
W 1997 r. zakończyła karierę.

## Osiągnięcia

### Mistrzostwa świata
| Miejsce | Dzień     | Rok  | Miejscowość | Konkurencja        | Zwycięzca            |
| ------- | --------- | ---- | ----------- | ------------------ | -------------------- |
| 13.     | 11 lutego | 1991 | Lake Placid | Balet narciarski   | Ellen Breen          |
| 21.     | 13 lutego | 1991 | Lake Placid | Jazda po muldach   | Donna Weinbrecht     |
| 9.      | 16 lutego | 1991 | Lake Placid | Skoki akrobatyczne | Wasilisa Siemienczuk |
| 3.      | 16 lutego | 1991 | Lake Placid | Kombinacja         | Maja Schmid          |
| 3.      | 11 marca  | 1993 | Altenmarkt  | Kombinacja         | Katherina Kubenk     |
| 18.     | 12 marca  | 1993 | Altenmarkt  | Balet narciarski   | Ellen Breen          |
| 24.     | 13 marca  | 1993 | Altenmarkt  | Jazda po muldach   | Stine Lise Hattestad |
| 3.      | 14 marca  | 1993 | Altenmarkt  | Skoki akrobatyczne | Lina Cheryazova      |
| 1.      | 16 lutego | 1995 | La Clusaz   | Kombinacja         | –                    |
| 16.     | 17 lutego | 1995 | La Clusaz   | Balet narciarski   | Jelena Batałowa      |
| 6.      | 19 lutego | 1995 | La Clusaz   | Skoki akrobatyczne | Nikki Stone          |
| 7.      | 9 lutego  | 1997 | Iizuna      | Skoki akrobatyczne | Kirstie Marshall     |

### Puchar Świata

#### Miejsca w klasyfikacji generalnej
- sezon 1989/1990: 13.
- sezon 1990/1991: 5.
- sezon 1991/1992: 10.
- sezon 1992/1993: 4.
- sezon 1993/1994: 1.
- sezon 1994/1995: 1.
- sezon 1995/1996: 68.
- sezon 1996/1997: 43.

#### Miejsca na podium
1. Lake Placid – 14 stycznia 1990 (Kombinacja) – 2. miejsce
2. Inawashiro – 11 lutego 1990 (Kombinacja) – 3. miejsce
3. Breckenridge – 18 lutego 1990 (Kombinacja) – 2. miejsce
4. La Clusaz – 16 marca 1990 (Kombinacja) – 3. miejsce
5. La Plagne – 2 grudnia 1990 (Kombinacja) – 2. miejsce
6. Breckenridge – 20 stycznia 1991 (Kombinacja) – 2. miejsce
7. Skole – 26 lutego 1991 (Kombinacja) – 3. miejsce
8. Hundfjället – 23 marca 1991 (Kombinacja) – 2. miejsce
9. Lake Placid – 25 stycznia 1992 (Kombinacja) – 3. miejsce
10. Lake Placid – 25 stycznia 1992 (Skoki akrobatyczne) – 3. miejsce
11. Tignes – 11 grudnia 1992 (Skoki akrobatyczne) – 2. miejsce
12. Tignes – 12 grudnia 1992 (Kombinacja) – 2. miejsce
13. Whistler Blackcomb – 10 stycznia 1993 (Skoki akrobatyczne) – 1. miejsce
14. Whistler Blackcomb – 10 stycznia 1993 (Kombinacja) – 1. miejsce
15. Breckenridge – 15 stycznia 1993 (Balet narciarski) – 3. miejsce
16. Breckenridge – 17 stycznia 1993 (Kombinacja) – 2. miejsce
17. Piancavallo – 16 grudnia 1993 (Skoki akrobatyczne) – 3. miejsce
18. Piancavallo – 19 grudnia 1993 (Kombinacja) – 3. miejsce
19. Whistler Blackcomb – 7 stycznia 1994 (Balet narciarski) – 3. miejsce
20. Altenmarkt – 5 marca 1994 (Kombinacja) – 2. miejsce
21. Hasliberg – 13 marca 1994 (Kombinacja) – 1. miejsce
22. Whistler Blackcomb – 8 stycznia 1995 (Kombinacja) – 3. miejsce
23. Breckenridge – 13 stycznia 1995 (Balet narciarski) – 3. miejsce
24. Breckenridge – 15 stycznia 1995 (Kombinacja) – 2. miejsce
25. Le Relais – 22 stycznia 1995 (Kombinacja) – 1. miejsce
26. Lake Placid – 26 stycznia 1995 (Balet narciarski) – 3. miejsce
27. Lake Placid – 28 stycznia 1995 (Kombinacja) – 1. miejsce
28. Oberjoch – 4 lutego 1995 (Kombinacja) – 3. miejsce
29. Kirchberg – 24 lutego 1995 (Kombinacja) – 1. miejsce
30. Lillehammer – 5 marca 1995 (Kombinacja) – 2. miejsce
31. Hundfjället – 10 marca 1995 (Kombinacja) – 3. miejsce

W sumie 6 zwycięstw, 11 drugich i 14 trzecich miejsc.